# Eparchia rówieńska (Patriarchat Moskiewski)
Eparchia rówieńska – jedna z eparchii Ukraińskiego Kościoła Prawosławnego Patriarchatu Moskiewskiego. Ordynariuszem administratury jest biskup rówieński i ostrogski Pimen (Wojat), zaś funkcję katedry pełni sobór Zmartwychwstania Pańskiego w Równem.

Eparchia rówieńska na tle podziału administracyjnego UKP PM

Eparchia powstała w kwietniu 1990 poprzez wyodrębnienie z eparchii wołyńskiej i rówieńskiej. 30 marca 1999 z kolei z jej terytorium została wydzielona eparchia sarneńska.
Eparchia rówieńska dzieli się na 9 dekanatów, grupujących łącznie 280 parafii.
Na terytorium eparchii działają również następujące monastery:
- Monaster Trójcy Świętej w Międzyrzeczu, męski
- Monaster Zaśnięcia Matki Bożej w Łypkach, męski
- Skit św. Barbary w Starym Korcu, męski (filia klasztoru w Łypkach)
- Monaster św. Mikołaja w Gródku, żeński
- Skit św. Anny w Onyszkowcach, żeński (filia klasztoru w Gródku)
- Monaster Opieki Matki Bożej w Hoszczy, żeński
- Monaster Narodzenia Matki Bożej w Bielowskich Chutorach, żeński
- Skit Soboru Świętych Dwunastu Apostołów w Rohaczowie, żeński (filia klasztoru w Biliwskich Chutorach)
- Monaster Trójcy Świętej w Dermaniu, żeński
- Monaster Iwerskiej Ikony Matki Bożej w Hołubach, żeński[5].

Ponadto w granicach eparchii znajduje się stauropigialny monaster Trójcy Świętej w Korcu.

## Biskupi rówieńscy
- Ireneusz (Seredni), 1990–1993[6]
- Anatol (Hładky), 1993–1995[7]
- Bartłomiej (Waszczuk), 1995–2021[8]
- Pimen (Wojat), od 2021[1]